# 師管区
師管区（しかんく）は、1945年（昭和20年）4月1日に日本陸軍が徴兵・動員などの軍の行政と、地域防衛の担当区域を定めるために置いた地域区分である。軍管区の下、連隊区と兵事区の上にあたる。従来の師管を改めたもので、師管区司令官・師管区司令部が管轄し、その下に師管区部隊があった。8月の敗戦後も形式上存続し、1946年3月31日に廃止された。

## 制定から廃止まで
師管区は、1945年（昭和20年）2月9日に制定された諸法令により、4月1日に設けられた。具体的には、軍令第2号により陸軍管区表を改定してかつての師管を師管区に変更するとともに、朝鮮には新たに師管区を設置した。また軍令第3号によって師団司令部令を師管区司令部令に改称・改定した。他に、軍令第2号では陸軍管区表も含めて関連7軍令を改定し、勅令第52号により13の関連勅令を改正したが、それらはおおむね用語の置き換えにとどまる。
同年6月20日制定、22日公布・施行の軍令第17号により、中国・四国地方の師管区を除いた。
8月15日の敗戦後、師管区に対応した部隊と司令部は順次復員（解散）していった。師管区は、陸軍省の残務処理機関である第一復員省が翌1946年（昭和21年）3月30日に制定・公布した一復省達第4号による陸軍管区表などの廃止により、3月31日に正式に廃止になった。

## 解説
師管区の設置は、太平洋戦争の敗色が濃くなった1945年2月に決められた。以前の制度では、平時に師団が管区にある場合にはその師団が管区の仕事を担い、師団が管区を離れているときには留守師団が新たに設置されて引き継ぐことになっていた。日中戦争がはじまった1937年（昭和12年）から、ほとんどの師団は何年も割り当ての師管を離れたままとなり、その間ずっと留守師団が置かれていた。
日本本土での区割りは、従来の14の師管を引き継いだ。しかし、1月には姫路師管を廃止して長野師管を置く区割り変更が決まっており、それが2月に施行になっていた。順序としてはまず師管の区割りが2月11日に変わり、続いて4月1日に師管区に改称したが、姫路・長野での実務は師管区への移行を見越して進められた。朝鮮には一時期を除き師管がなく、軍司令官が定めた担当地域があるだけだったが、このとき新たに5つの師管区を置いた。合わせて19師管区である。6月に広島師管区と善通寺師管区をそれぞれ中国軍管区・四国軍管区に昇格させたので、中国・四国地方に師管区がなくなり、それからは合わせて17師管区になった。
師管区の下には、2から5の連隊区または兵事区が置かれた。連隊区は北海道・樺太から沖縄までに置かれ、朝鮮に兵事区が置かれた。これらについては日本・朝鮮とも以前の名称・区割りを引き継いだ。
1つの師管区には1人の師管区司令官とその師管区司令部が置かれ、軍事行政と、召集された兵士の訓練や部隊の動員を掌った。軍事行政と将兵の召集では、連隊区司令部（朝鮮で陸軍兵事部）が下部組織となった。訓練と動員に当たるのは歩兵、砲兵などの兵科に分かれた補充隊で、あわせて数千人の規模を持った。
師管区司令官・師管区司令部は、補充隊のほか、師管区内のその他の部隊を指揮下におさめて師管区部隊とし、師管区の防衛も任務とした。ただしこの指揮権は原則として作戦部隊に及ばず、配属されたのは住民を動員した特設警備隊や地区特設警備隊が多かった。

## 師管区の一覧

### 日本
日本本土では、1945年（昭和20年）1月22日制定の軍令陸第1号による師管の区割りが師管区にそのまま引き継がれた。
北海道と樺太は旭川師管区で、5つの連隊区があった。千島列島は北海道の一部として釧路連隊区に入っていた。
青森県から沖縄県までの内地には、1つの都府県に1つの連隊区を置き、2から5連隊区を1師管区にした。連隊区司令部の所在地は当時の都道府県庁所在地と一致した。そのため、青森県（弘前と青森）、香川県（善通寺と高松）、福岡県（久留米と福岡）では、師管区司令部とその県の連隊区司令部が離れていた。沖縄連隊区司令部の所在地は後の沖縄市域ではなく県庁所在地の那覇である。
下の一覧のかっこ内は連隊区の名称である。
- 旭川師管区 - 北海道（旭川、札幌、函館、釧路）、樺太（豊原）
- 弘前師管区 - 青森県（青森）、岩手県（盛岡）、秋田県（秋田）
- 仙台師管区 - 宮城県（仙台）、山形県（山形）、福島県（福島）
- 宇都宮師管区 - 栃木県（宇都宮）、茨城県（水戸）、群馬県（前橋）
- 東京師管区 - 東京都（東京）、埼玉県（浦和）、千葉県（千葉）、神奈川県（横浜）、山梨県（甲府）
- 長野師管区 - 長野県（長野）、新潟県（新潟）
- 金沢師管区 - 石川県（金沢）、富山県（富山）
- 名古屋師管区 - 静岡県（静岡）、愛知県（名古屋）、岐阜県（岐阜）、三重県（津）
- 京都師管区 - 京都府（京都）、福井県（福井）、滋賀県（大津）
- 大阪師管区 - 大阪府（大阪）、奈良県（奈良）、和歌山県（和歌山）、兵庫県（神戸）
- 広島師管区  - 6月22日まで - 広島県（広島）、岡山県（岡山）、鳥取県（鳥取）、島根県（松江）、山口県（山口）
- 善通寺師管区  - 6月22日まで  - 香川県（高松）、徳島県（徳島）、愛媛県（松山）、高知県（高知）
- 久留米師管区 - 福岡県（福岡）、佐賀県（佐賀）、長崎県（長崎）、
- 熊本師管区 - 熊本県（熊本）、大分県（大分）、宮崎県（宮崎）、鹿児島県（鹿児島）、沖縄県（沖縄）

### 朝鮮
1945年（昭和20年）2月9日制定の軍令陸第2号により、以下のように定められた。朝鮮では1つの道に1つの兵事区を置き、2から4兵事区を1つの師管区にした。
下の一覧のかっこ内は兵事区の名称である。
- 羅南師管区 - 咸鏡北道（羅南）、咸鏡南道（咸興）
- 平壌師管区 - 平安北道（新義州）、平安南道（平壌）、黄海道（海州）
- 京城師管区 - 江原道（春川）、京畿道（京城）、忠清北道（清州）、忠清南道（大田）
- 大邱師管区 - 慶尚北道（大邱）、慶尚南道（釜山）
- 光州師管区 - 全羅北道（全州）、全羅南道（光州）